# Mount Lacey
Der Mount Lacey ist ein 2010 m (nach anderer Angabe 2059 m) hoher und pyramidenförmiger Berg aus braunem Gestein im ostantarktischen Mac-Robertson-Land. In den Prince Charles Mountains ragt er 1,5 km westlich des Mount Béchervaise in der Athos Range auf.
Eine Mannschaft der Australian National Antarctic Research Expeditions unter der Leitung des australischen Polarforschers John Mayston Béchervaise (1910–1998) sichtete den Berg im November 1955. Namensgeber ist der australische Geodät Robert Harding Lacey (* 1924), der 1955 auf der Mawson-Station tätig und an der Vermessung des Bergs beteiligt war.